# Мишаків Михайло Васильович
Михайло Васильович Мишаків (8 листопада 1885 — ?) — полковник Армії УНР. 

## Життєпис
Походив з міщан Херсонської губернії. Закінчив Єлисаветградське реальне училище, Київське піхотне юнкерське училище, вийшов підпоручиком до 45-го піхотного Азовського полку (Старокостянтинів). Згодом склав іспити на переведення до артилерії. Станом на 1 січня 1910 року — поручик 16-го артилерійського парку. Останнє звання у російській армії — підполковник.
Від 16 квітня 1920 року — командир 4-ї Запасної бригади Армії УНР у Кам’янці-Подільському. 18 травня 1920 року був призначений командиром 3-ї Запасної бригади, що мала бути сформована на Київщині. З 14 жовтня 1920 року — командир 1-ї Запасної бригади Армії УНР.
У 1921—1922 роках перебував на еміграції у Польщі. Подальша доля невідома.